# Nhà lãnh đạo quốc gia tối cao (Trung Quốc)
Lãnh đạo quốc gia tối cao (tiếng Trung giản thể: 国家最高领导人; bính âm: guójiā zuìgāo lǐngdǎorén, quốc gia tối cao lãnh đạo nhân), là tên gọi không chính thức của vị trí có quyền lực chính trị cao nhất của nước Cộng hòa Nhân dân Trung Hoa. Đây là người nắm quyền thực tế tại Trung Quốc và nắm chức vụ chính yếu là Chủ tịch Quân ủy Trung ương. Lãnh đạo tối cao có thể không nắm các chức vụ đứng đầu Đảng và Nhà nước nhưng phải là người nắm chức Chủ tịch Quân ủy. Sau thời của Đặng Tiểu Bình thì lãnh đạo tối cao quốc gia là người đồng thời đứng đầu cả Đảng Cộng sản Trung Quốc (Tổng Bí thư), Nhà nước Cộng hòa Nhân dân Trung Hoa (Chủ tịch nước) và Quân Giải phóng Nhân dân Trung Quốc (Chủ tịch Quân ủy Trung ương).
Cho đến năm 2022, đã có sáu nhân vật trở thành lãnh đạo quốc gia tối cao, đó là:
- Mao Trạch Đông (1949–1976): Chủ tịch Ủy ban Trung ương Đảng, Chủ tịch Quân ủy Trung ương.
- Hoa Quốc Phong (1976–1978): Chủ tịch Ủy ban Trung ương Đảng, Thủ tướng Quốc vụ viện, Chủ tịch Quân ủy Trung ương.
- Đặng Tiểu Bình (1978–1989): Chủ nhiệm Ủy ban Cố vấn Trung ương, Chủ tịch Quân ủy Trung ương, Chủ tịch Hội nghị Hiệp thương Chính trị Nhân dân.
- Giang Trạch Dân (1989–2002): Tổng Bí thư, Chủ tịch nước, Chủ tịch Quân ủy Trung ương.
- Hồ Cẩm Đào (2002–2012): Tổng Bí thư, Chủ tịch nước, Chủ tịch Quân ủy Trung ương.
- Tập Cận Bình (2012–nay): Tổng Bí thư, Chủ tịch nước, Chủ tịch Quân ủy Trung ương.

Việc nắm đầy đủ ba chức vụ tối cao để trở thành nhà lãnh đạo quốc gia tối cao không phải diễn ra trong một lúc. Như trường hợp Hồ Cẩm Đào:
- Tổng Bí thư (tháng 11 năm 2002)
- Chủ tịch nước (tháng 3 năm 2003)
- Chủ tịch Quân ủy trung ương (tháng 9 năm 2004)

Có nghĩa là từ tháng 9 năm 2004 trở đi, Hồ Cẩm Đào mới thực sự là lãnh tụ quốc gia tối cao mặc dù đã giữ chức Tổng bí thư Đảng Cộng sản trước đó 2 năm. Từ Đặng Tiểu Bình trở đi, lãnh tụ tối cao khi đã chọn người kế vị thì bàn giao hai vị trí đứng đầu Đảng Cộng sản và Nhà nước trước, sau vài năm mới bàn giao vị trí Chủ tịch Quân ủy trung ương. Điều này nhằm đạt được sự kế tục chính trị, cho người kế vị có thời gian củng cố ảnh hưởng của mình, trong khi vẫn bảo đảm ảnh hưởng quyền lực của người tiền nhiệm.
Riêng trường hợp của Đặng Tiểu Bình là đặc biệt nhất, tựu chung nhà lãnh đạo tối cao sẽ là người giữ quyền lãnh đạo số một của Đảng và quân đội, tuy vậy Đặng thì lại nắm quyền cả khi ông nghỉ hưu cho tới lúc qua đời năm 1997. Về danh nghĩa thì từ năm 1989 đến 1993, Giang Trạch Dân đã nắm trọn ba chức vụ Tổng Bí thư, Chủ tịch quân ủy rồi Chủ tịch nước năm 1993 nhưng thực tế vai trò lãnh tụ tối cao vẫn nằm trong tay Đặng. Đặng đã từng phế truất Hoa Quốc Phong, dựng lên và phế truất hai Tổng Bí thư là Hồ Diệu Bang và Triệu Tử Dương. Thâm chí năm 1992, Đặng tuần du phương Nam và đưa ra thông điệp nếu tăng trưởng vẫn không cao sẽ thay lãnh đạo (ý nói thay Giang bằng Kiều Thạch), điều này cho thấy Đặng vẫn là người nắm thực quyền cho tới khi qua đời năm 1997.